# 漫湾镇 (景东县)
漫湾镇，是中华人民共和国云南省普洱市景东彝族自治县下辖的一个乡镇级行政单位。

## 行政区划
漫湾镇下辖以下地区：
安乐村、安召村、温竹村、五里村、漫湾村、保甸村、文冒村和昔掌村。